# Delta Capricorni
Delta Capricorni (Deneb Algedi, Scheddi, 49 Capricorni) é uma estrela na direção da constelação de Capricornus. Possui uma ascensão reta de 21h 47m 02.29s e uma declinação de −16° 07′ 35.6″. Sua magnitude aparente é igual a 2.85. Considerando sua distância de 39 anos-luz em relação à Terra, sua magnitude absoluta é igual a 2.49. Pertence à classe espectral A5mF2 (IV).